# Thomas Joseph Tobin
Thomas Joseph Tobin, född 1 april 1948 i Pittsburgh, Pennsylvania, är en amerikansk romersk-katolsk biskop. Han är sedan år 2005 biskop av Providence.

## Biografi
Thomas Joseph Tobin studerade vid bland annat Påvliga universitetet Gregoriana i Rom och prästvigdes år 1973. 
I november 1992 utnämndes Tobin till hjälpbiskop av Pittsburgh och titulärbiskop av Novica och vigdes den 27 december samma år av biskop Donald Wuerl. I december 1995 utnämndes Tobin till biskop av Youngstown. Sedan år 2005 är han biskop av Providence.
Biskop Tobin har gjort sig känd för sina konservativa åsikter beträffande synen på bland annat abort och samkönade äktenskap. I augusti 2020 orsakade biskop Tobin kontroverser på Twitter, då han hävdade att den dåvarande presidentkandidaten Joe Biden inte kan anses vara katolik, då denne stödjer rätten till abort. Biskop Tobin menar, att det är omöjligt att vara sann katolik och samtidigt vara för abort.

## Bilder
| - Biskop Thomas Joseph Tobins vapen. |